# Oldenlandia racemosa
Oldenlandia racemosa là một loài thực vật có hoa trong họ Thiến thảo. Loài này được Sessé & Moc. mô tả khoa học đầu tiên năm 1893.